# Austria en los Juegos Olímpicos de Atenas 2004
Austria estuvo representada en los Juegos Olímpicos de Atenas 2004 por un total de 74 deportistas que compitieron en 18 deportes.  
El portador de la bandera en la ceremonia de apertura fue el regatista Roman Hagara.

## Medallistas
El equipo olímpico austríaco obtuvo las siguientes medallas:
| Nombre                             | Deporte  | Competición                     |
| ---------------------------------- | -------- | ------------------------------- |
| Oro                                |          |                                 |
| Katherine Allen                    | Triatlón | Individual F                    |
| Roman Hagara Hans-Peter Steinacher | Vela     | Tornado M                       |
| Plata                              |          |                                 |
| Claudia Heill                      | Judo     | –63 kg F                        |
| Markus Rogan                       | Natación | 100 m braza M                   |
| Markus Rogan                       | Natación | 200 m braza M                   |
| Andreas Geritzer                   | Vela     | Laser M                         |
| Bronce                             |          |                                 |
| Christian Planer                   | Tiro     | Rifle en tres posiciones 50 m M |